# Voyage (roman, 1996)
Pour les articles homonymes, voir Voyage (homonymie).
Voyage (titre original : Voyage) est un roman uchronique de science-fiction dure de l’auteur britannique Stephen Baxter paru en 1996.

## Publications

### Publications en France
- Stephen Baxter, Voyage, Tome 1, Édition J'ai lu coll. Millénaires, no 6611, 1999  (ISBN 2277260150)
- Stephen Baxter, Voyage, Tome 2, Édition J'ai lu coll. Millénaires,  no 6612, 1999  (ISBN 2277260169)
- Stephen Baxter, Voyage, Tome 1, Édition J'ai lu, 2003  (ISBN 2290325414)
- Stephen Baxter, Voyage, Tome 2, Édition J'ai lu, 2003  (ISBN 2290325422)

## Résumé
Le roman suit deux lignes temporelles en alternant les ces deux trames :
- À partir de 1969, comment sous l’impulsion du président des États-Unis Richard Nixon s’est mis en place le projet de voyage vers la planète Mars.
- À partir du 21 mars 1985, le premier équipage à destination de Mars décolle du centre spatial Jacqueline B. Kennedy.

Le point de divergence de cette uchronie se situe le 22 novembre 1963 : John Kennedy survit à l’attentat et devient une gêne pour son successeur Richard Nixon qui, d’après Baxter, aurait en matière spatiale dû faire face à la popularité du président qui a permis le voyage vers la Lune. Il aurait alors décidé du voyage vers Mars. Parmi les éléments essentiels que Baxter a changés dans l’histoire réelle, le deuxième Américain dans l’espace et le deuxième homme à marcher sur la Lune sont deux de ses personnages fictifs. Parmi les divergences dans cette nouvelle conquête de l’espace, Baxter imagine que les États-Unis auraient continué le développement d'une propulsion spatiale basée sur le réacteur nucléaire NERVA et que ce dernier aurait montré ses limites au cours d'un accident spatial dramatique.

## Principaux personnages

### MissionApollo-N
- Chuck Jones : ancien astronaute (son personnage fait penser à Walter M. Schirra et Scott Carpenter) qui fit des sauts en orbite terrestre ; commandant de la mission Apollo-N qui sera un échec.
- Ben Priest : astronaute ; ancien compagnon de Natalie York ; il fait partie de la mission Apollo-N qui est un échec.
- Jim Dana :  astronaute ; fils de Gregory Dana ; il fait partie de la mission Apollo-N qui est un échec.

### Mission Mars
- Natalie York : jeune géologue, sélectionnée pour faire partie du premier équipage spatial vers Mars ; son personnage fait penser à Sally Ride.
- Phil Stone : ancien pilote de l'US Air Force : il fut le dernier à piloter l'avion d'essai supersonique X-15 ; il est le commandant de la mission Mars.
- Ralph Gershon : pilote de l'US Air Force ; avec Natalie York et Ralph Gershon, il est le troisième membre du premier équipage spatial vers Mars.

### Les administratifs de la NASA
- Fred Michaels : administrateur général de la NASA de 1969 à 1981 (son personnage fait penser à James E. Webb).
- Joe Muldoon : ancien astronaute qui marcha sur la Lune (son personnage fait penser à Buzz Aldrin) ; il est chargé de développer concrètement la mission Mars.
- Gregory Dana : environ 60 ans ; ancien astronaute ; ingénieur ; ancien rescapé d'un camp de concentration nazi ; responsable de la mission Mars après l'échec de la mission Apollo-N, au cours de laquelle périt son fils, Jim Dana.
- JK Lee : ingénieur en chef de la société Columbia Aviation ; responsable du module martien.
- Hans Udet : directeur-adjoint de la NASA ; responsable du projet Mars ; supporter du projet NERVA ; ancien scientifique nazi ; à la fin du roman, ses anciennes activités sont découvertes et il doit quitter les États-Unis.
- Bert Seger : cadre dirigeant de la NASA ; il travaille sous les ordres de Fred Michaels puis de Joe Muldoon.

### Autres personnages
- Mike Conlig : responsable du NERVA et ancien petit ami de Natalie York.
- Adam Bleeker : astronaute ; il forme Natalie York en matière de géologie et géographie martiennes ; il aurait aimé faire partie de la mission Mars.
- Vladimir Viktorenko : astronaute soviétique ; bon vivant et au sens de l'humour prononcé ; il a fait partie des missions Soyouz / Laboratoire spatial ; ami de Joe Muldoon et de Natalie York.

## Récompenses
- Prix Sidewise Format long 1996.
- Prix Ozone 1997 du meilleur roman de science-fiction anglophone non traduit.